# Puškino
Puškino (rusky Пу́шкино) je ruské město ležící severovýchodně od Moskvy, je vzdáleno 30 km od Rudého náměstí. Leží na soutoku řek Uča a Serebrjanka a žije v něm přes sto tisíc obyvatel.
Město je zmiňováno v 15. století jako majetek bojara Pušky, který byl pravděpodobně předkem Alexandra Sergejeviče Puškina. V 19. století se Puškino stalo centrem textilního průmyslu a také sem začali jezdit na letní byt majetní Moskvané. V roce 1925 se Puškino stalo městem. Ve městě sídlí ВНИИЛМ, výzkumný ústav lesního hospodářství.
Ve městě pobýval básník Vladimir Majakovskij, který se o něm také zmiňuje ve svém díle.